# Il mondo sarà nostro
Il mondo sarà nostro (El expreso de Andalucía) è un film del 1956 diretto da Francisco Rovira Beleta.

## Trama
Lo studente di giurisprudenza Miguel, l'ex sportivo in pensione Jorge e il venditore ambulante soprannominato "Rubio" formano una piccola squadra di criminali, che progetta il furto di gioielli trasportati nel treno del corriere andaluso. Sennonché le cose si mettono male, e durante il furto sono costretti a commettere due omicidi.